# 鈴木章
鈴木 章（すずき あきら、1930年〈昭和5年〉9月12日 - ）は、日本の化学者。
理学博士（1960年）（学位論文「ヒドロフェナンスレン誘導体の合成」）。北海道大学名誉教授、倉敷芸術科学大学特別栄誉教授。日本学士院会員。2010年ノーベル化学賞受賞。文化功労者・文化勲章受章。
パラジウムを触媒とする、芳香族化合物の炭素同士を効率よく繋げる画期的な合成法を編み出し、1979年に「鈴木・宮浦カップリング」を発表、芳香族化合物の合成法の一つとしてしばしば用いられるようになった。
北海道勇払郡鵡川町（現・むかわ町）出身。北海道江別市在住、むかわ町特別名誉町民。

## 経歴・人物

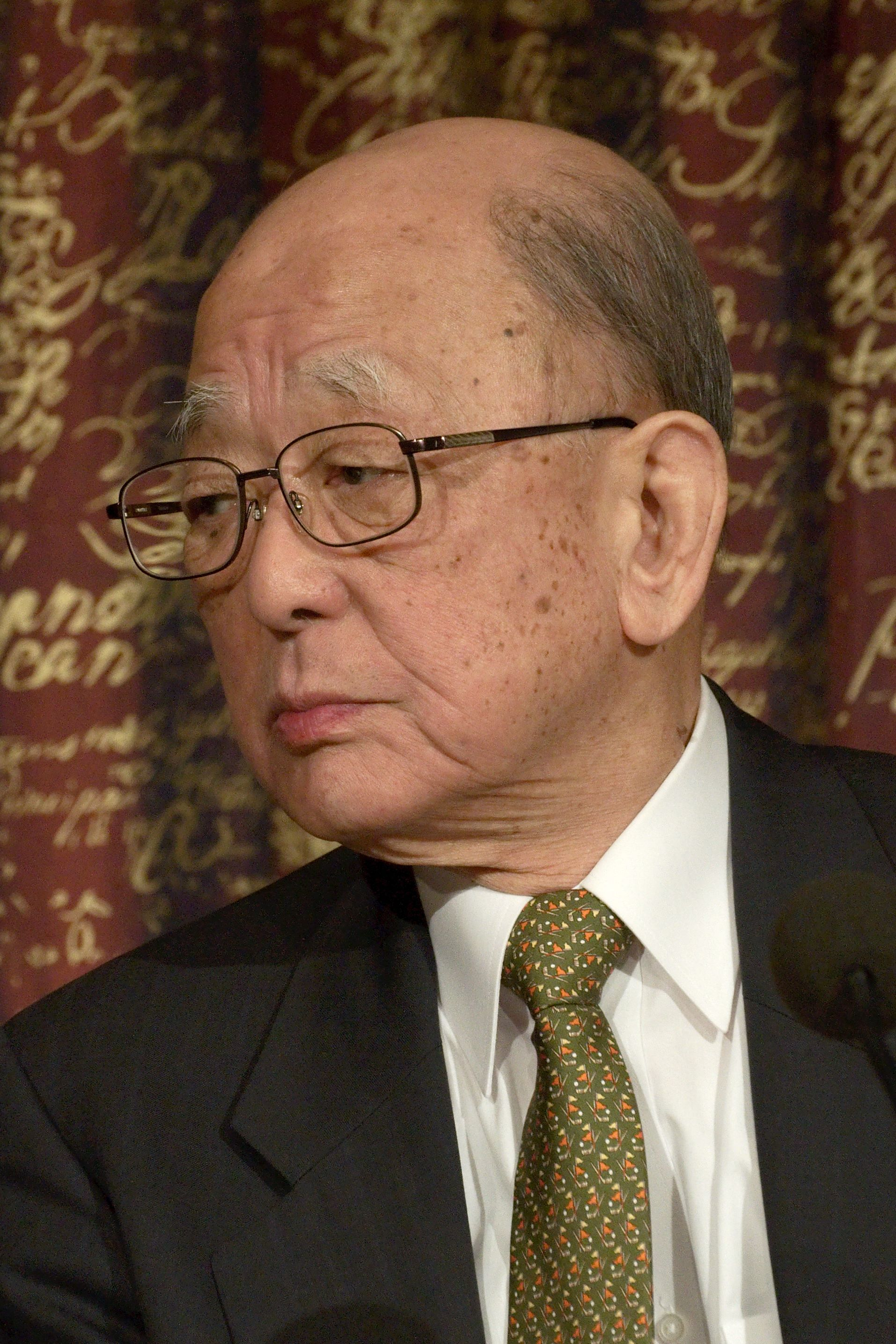
2010年、スウェーデン王立科学アカデミーにて

1930年（昭和5年）北海道鵡川村に生まれる。家業の理髪店が父の急死により店じまいし、母が衣類の行商をしながら学費を捻出して、自身も働きながら大学を卒業した苦学生であった。
鵡川国民学校（現・むかわ町立鵡川中央小学校）から旧制中学に進み、北海道立苫小牧高等学校（現・北海道苫小牧東高等学校）、北海道大学理学部化学科卒業。北大時代に杉野目晴貞学長に科学の楽しさを教えられる。1959年（昭和34年）北海道大学大学院理学研究科化学専攻博士課程修了後、北海道大学理学部助手に就任。1960年（昭和35年）、「ヒドロフェナンスレン誘導体の合成」で理学博士の学位を取得。1961年（昭和36年）には北海道大学工学部合成化学工学科の助教授となり、1973年（昭和48年）より同大学工学部応用化学科の教授となった。
北海道大学での勤務は、理学部で2年半、工学部で32年半に及んだ。途中、1963年（昭和38年）から1965年（昭和40年）までの3年間（実質的には2年弱）、アメリカ合衆国インディアナ州のパデュー大学のハーバート・C・ブラウン（1979年ノーベル化学賞受賞）のもとで有機ホウ素化合物の研究を行う。このときの経験が、当時助手だった宮浦憲夫（現在、北海道大学特任教授）とのカップリング反応の研究に活かされ、1979年（昭和54年）発表の鈴木・宮浦カップリングの発見につながった。なお、ノーベル賞受賞後に、根岸英一と共に北海道大学触媒化学研究センター（現・北海道大学触媒科学研究所）・特別招聘教授に就任。
1988年（昭和63年）5月にはイギリスのウェールズ大学の招聘教授に就任している。1994年（平成6年）3月に北海道大学を定年退官。4月、同大学の名誉教授となり、同時に岡山理科大学教授、1995年（平成7年）4月からは倉敷芸術科学大学教授を務めたが、2002年（平成14年）に退職した。この間、2001年（平成13年）にはパデュー大学の招聘教授を、退職後の2002年9月には台湾中央科学院と国立台湾大学の招聘教授を務めている。2009年（平成21年）には、イギリス化学会特別会員に選ばれた。
2004年（平成16年）3月12日、「パラジウム触媒を活用する新有機合成反応の研究」に関する貢献により、日本学士院賞を受賞した。
2010年（平成22年）10月6日、スウェーデン王立科学アカデミーよりノーベル化学賞受賞が発表された。本人には6日午後6時25分頃、ノーベル財団からの自宅への電話で伝えられた。根岸英一米パデュー大学特別教授、リチャード・ヘック米デラウェア大学名誉教授との共同受賞であった。このノーベル賞受賞の功績により、平成22年度文化功労者に選出されると同時に文化勲章を受章することも決定した。
2011年（平成23年）12月12日、日本学士院会員に選出された。

## 研究

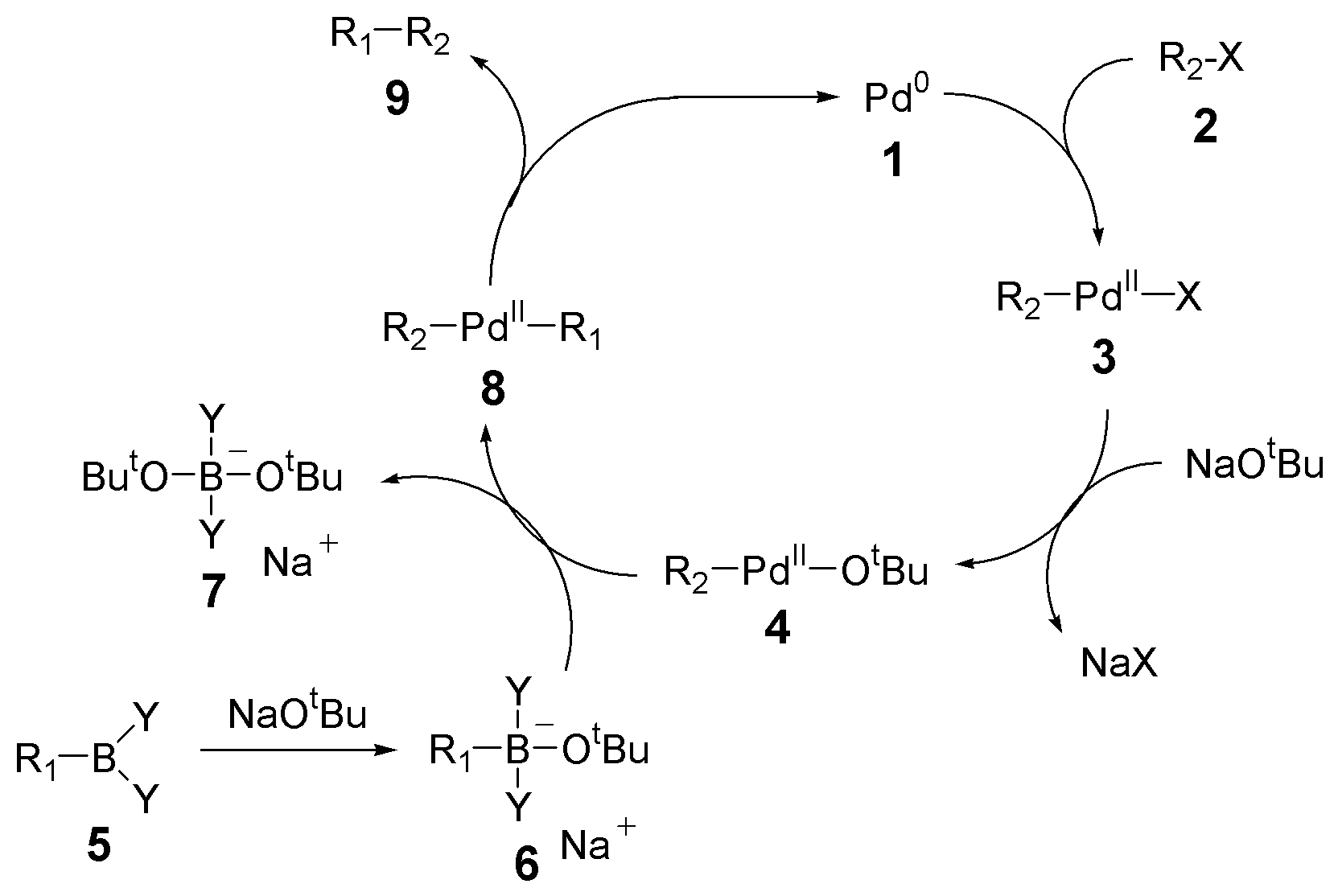
鈴木・宮浦カップリングの触媒サイクル

パラジウム触媒を用いて有機ハロゲン化合物と有機ホウ素化合物を結び付ける「鈴木・宮浦カップリング」を発見した。アリール基とビニル基を伴う有機ボロン酸は水や空気に対して安定であり、取り扱いも容易で、使用にあたって求められる条件も比較的穏やかなものであるため、いくつかのクロスカップリング技術の中でも利用されやすいとされる。
この技術は、ARB（AngiotensinII Receptor Blocker, アンジオテンシンII 受容体拮抗薬）というタイプの高血圧剤や抗がん剤、エイズ特効薬などの医薬品、殺菌剤などの農薬、またテレビ・携帯電話・パソコン画面の液晶の製造、有機ELディスプレイなど有機導電性材料の開発・製造に活用されるなど、有機合成化学や材料科学などの広い分野に大きな影響を与えた。クロスカップリングは、いろいろな物質を作って、そのはたらきを実験することに欠かせないため、新薬、新材料の開発を下支えする役割を担っている。
鈴木はこのカップリング技術の特許を取得していない。しかし、このことによってカップリング技術が普及し、この技術を応用した製品が多数実用化された。鈴木・宮浦カップリング反応に関連する論文や特許は7,000を超えるといわれる。これについて、鈴木は次のように語っている。
また、次のようにも語っている。

## 発言

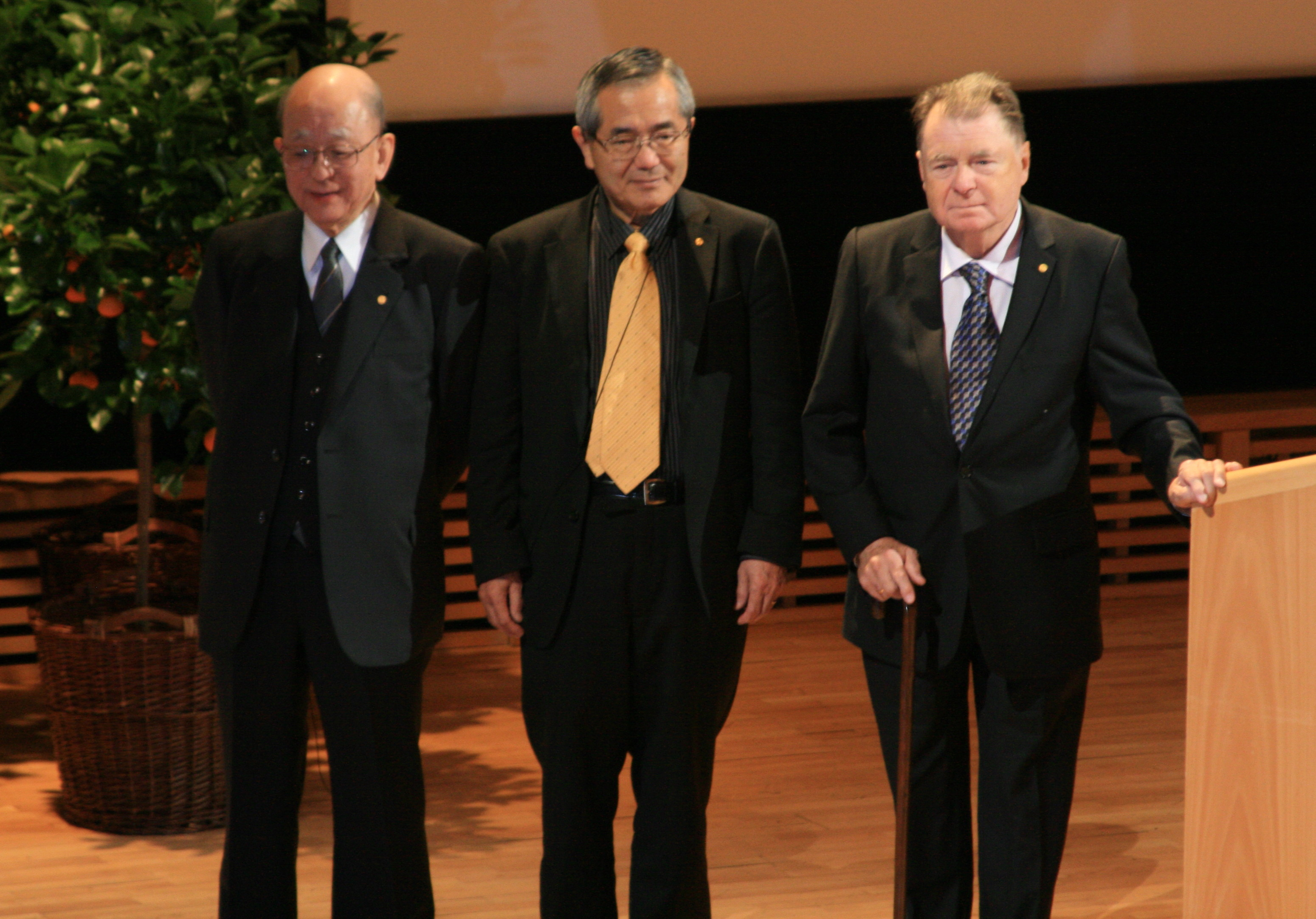
左側から鈴木章、根岸英一、リチャード・ヘック（2010年）

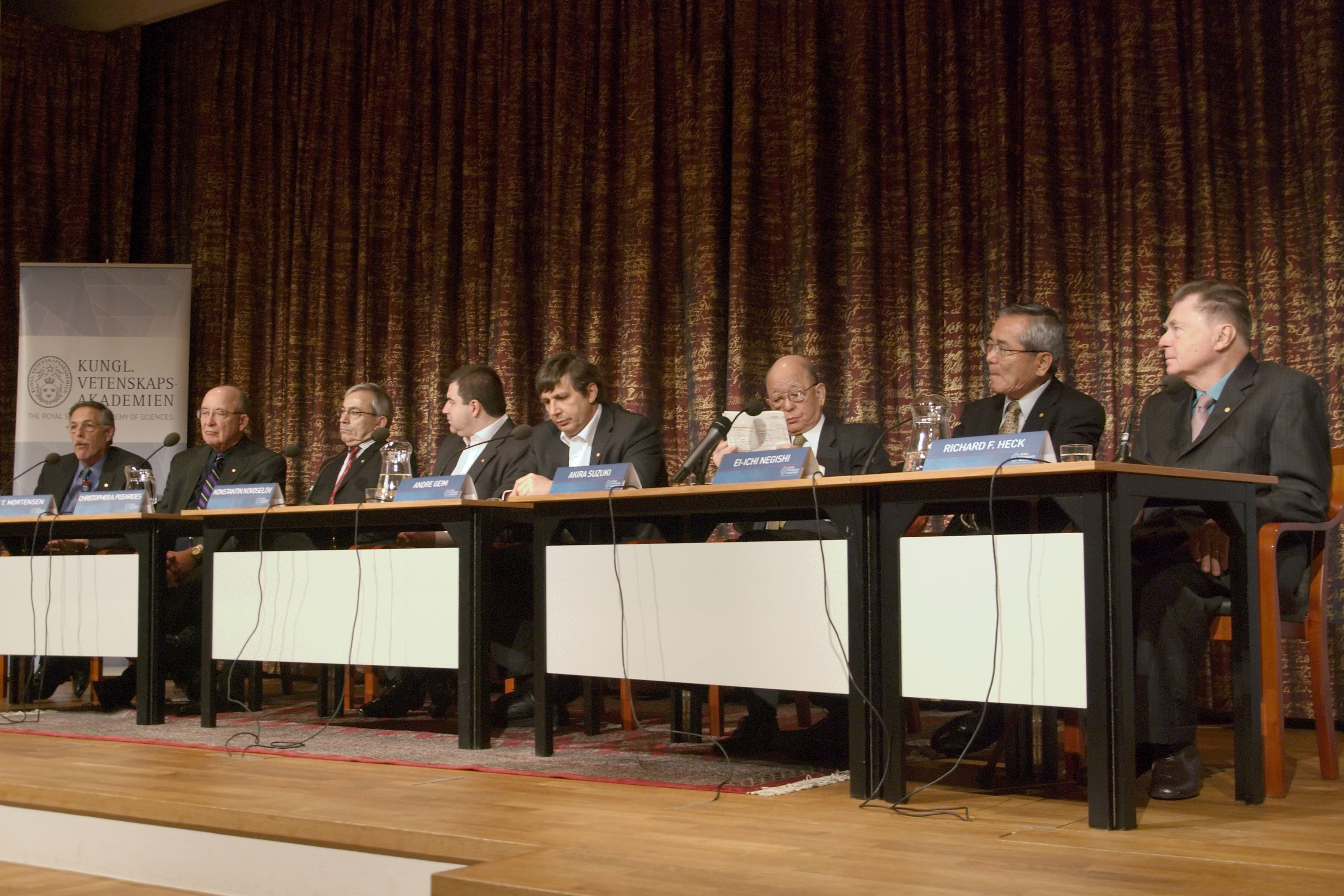
ノーベル賞受賞者達（2010年、スウェーデン王立科学アカデミーにて）

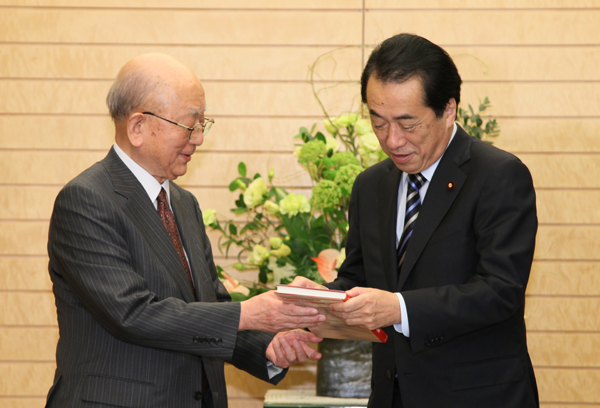
内閣総理大臣（当時）の菅直人と（2010年、首相官邸にて）

「研究費のために信念を曲げない」「仕事を成功させるため、真剣に研究に対処し、結果を把握し、一生懸命続ける。そうしないと、幸運に恵まれない」が信条である。
ノーベル賞受賞後、各マスメディアからも注目を集めている。自宅玄関前に詰めかけた報道陣への第一声は「アンビリーバボーだね」であった。
2010年10月6日の北海道大学での記者会見では、「理科系をめざす日本の若者が減っているのがたいへんなげかわしい。資源が何もない国は、人と、その人の努力で得た知識しかない。これから何歳まで生きるかわからないが、若い人に役立つ仕事をしたい」と話した。
同日放送のテレビ朝日系の報道番組『報道ステーション』では、北海道大学からの中継で生出演したが、番組内で古舘伊知郎が間違ったベンゼン環の図を提示して「これであってますか?」と言ったところ、「両方間違ってます」と指摘し、その後に出てきた正しい図を提示して「あってます」との回答を得た。しかし、古舘が再び手際の悪さを見せ、鈴木はこれに対し「それ作れたらノーベル賞もらえますよ」と皮肉交じりに発言した。この件については、一連の古舘の対応を見て鈴木がイライラしていると理解され、インターネットの掲示板でも話題となった。
10月8日には、産経新聞の取材に対し、2009年11月以降行われた「事業仕分け」における内閣府特命担当大臣蓮舫（行政刷新担当）の、いわゆる「2位じゃダメなんですか発言」に対し、「科学や技術を全く知らない人の言葉だ」「研究は1番でないといけない。“2位ではどうか”などというのは愚問。このようなことを言う人は科学や技術を全く知らない人だ」として民主党政権による事業仕分けを厳しく批判した。
2010年12月8日のストックホルム大学での受賞記念講演では、みずからの研究成果について解説したのち、血圧降下剤などに用いられる「鈴木反応」は特許を取得していないことを述べ、「皆さん、安心して使って」と呼び掛けて会場を笑わせた。

## エピソード
- 子どものころから大の読書好きで、実家が理髪店だったため出入りする客の物音が気になると家の屋根に登って本を読み、また、国民学校でもトイレに本をもっていくほどであった。旧制中学への通学路でも歩きながら読み続けたため、つけられたあだ名が二宮金次郎であった[18]。
- 小学生時代の愛称は「あっこ」（名前が「あきら」なので）[18]。
- 大学入学当初は数学を専攻したいと考えており、子ども時代の好きな教科も算数であった。いろいろな答えが考えられる国語などと違い、答えが1つではっきりしているところが好きだったという[14]。
- 誠文堂新光社『子供の科学』誌のインタビューには、友人と野球したり、魚釣りをしたりして遊んだ、ごく普通の子供だったと答えている。教科では、算数や理科が特に好きだったが、国語や歴史も好きだったとのことである[19]。
- 当初数学を志していた鈴木が有機合成の道へ進んだ契機となったのが、2冊の本との出会いであったと語っている。一つは、北海道大学教養部の教科書として用いられた、米ハーバード大学のルイス・フィーザー教授、メアリー・フィーザー夫妻の著した『テキストブック・オブ・オーガニック・ケミストリー』というアジアの学生向けの英語による有機化学を説明した廉価本で、もう一つは、恩師となった米パデュー大学ブラウン教授の『ハイドロボレーション』という、英文で書かれたホウ素化合物の合成反応に関する本であった[14]。
- 大学教官時代は、人当たりがよく、おおらかで周囲に慕われた。また、温和な表情で的確なアドバイスをすることが多かったという。「ワイフが、ワイフが」と妻を自慢する愛妻家で家族思いな人柄としても知られていた[14]。
- 酒好きで、北大時代には酔っぱらって学生や助手に担がれて帰宅したことも多かったといわれる[14]。

## 学術賞
- 1986年 - Weissberger-Williams Lectureship Award
- 1987年 - 大韓化学会（朝鮮語版）功労賞
- 1989年 - 日本化学会賞
- 1995年 - DowElanco Lectureship Award
- 2000年 - The H. C. Brown Lecture Award
- 2003年 - 有機合成化学協会特別賞
- 2004年 - 日本学士院賞（パラジウム触媒を活用する新有機合成反応の研究）[7]
- 2009年 - パウル・カラー・ゴールドメダル
- 2010年 - ノーベル化学賞[20]（有機合成におけるパラジウム触媒クロスカップリング）

## 栄典
小惑星87312 Akirasuzukiは鈴木教授にちなんで命名されました。
- 2009年
  - 王立化学会 Special Member
  - 北海道新聞文化賞
- 2010年
  - 文化功労者
  - 文化勲章
  - 北海道功労賞特別賞
  - むかわ町特別名誉町民[6]
  - むかわ町特別功労賞[6]
  - 江別市特別栄誉賞
- 2012年
  - 王立化学会 Honorary Fellowships[21]
- 2016年
  - 国立成功大学 Honorary chair professorship[22]

## 家族
妻と2人の娘がいる。妻との出会いは2人が高校3年生のころで、当時の鈴木は妻によれば「細くて折れそうな人」だったという。北海道大学に合格した鈴木からの手紙により交際が始まった。大学での職を得るまで、妻は保育士として家計を支え、アメリカ留学の際には共に渡米し、破れた白衣をミシンで繕い、タイプライターを打つのを手伝うなどして研究活動を支えたという。
2人の娘はともに、首都圏在住である。自宅ではあまり学問の話はしなかったという。長女によれば「明るくて陽気。そしてお酒が大好き。よく家のテレビで一緒にドリフターズを見た」とのことである。

## 主要論文
- 鈴木章、伊藤光臣、"オルガノボランとα，β-不飽和カルボニル化合物との反応 : 飽和および不飽和カルボニル化合物の一般的合成法." 北海道大學工學部研究報告 60巻 (1971), hdl:2115/41050
- 鈴木章、"有機ホウ素化合物を利用する有機合成 : 炭素-炭素結合生成反応（主としてtetracoordinate organoboraneを用いる反応）" 北海道大學工學部研究報告 91巻 p.43-51, hdl:2115/41535
- Norio Miyaura, Kinji Yamada, Akira Suzuki, "A new stereospecific cross-coupling by the palladium-catalyzed reaction of 1-alkenylboranes with 1-alkenyl or 1-alkynyl". Tetrahedron Letters. Volume 20, Issue 36, 1979, Pages 3437-3440, doi:10.1016/S0040-4039(01)95429-2
- Norio Miyaura, Akira Suzuki, "Stereoselective synthesis of arylated (E)-alkenes by the reaction of alk-1-enylboranes with aryl halides in the presence of palladium catalyst". Journal of the Chemical Society, Chemical Communications. Issue 19, 1979
- Norio Miyaura, Kinji Yamada, Hiroshi Suginome, and Akira Suzuki, "Novel and convenient method for the stereo- and regiospecific synthesis of conjugated alkadienes and alkenynes via the palladium-catalyzed cross-coupling reaction of 1-alkenylboranes with bromoalkenes and bromoalkynes". J. Am. Chem. Soc., 1985, 107 (4), pp 972–980, doi:10.1021/ja00290a037
- 鈴木章、宮浦憲夫、「有機化学--遷移金属触媒を用いる有機金属化合物の付加およびカップリング反応 (1978年の化学-4-)」 化学 34(4), p322-325, 1979-04, NAID 40000388764
- 宮浦憲夫、鈴木章、パラジウム触媒を用いるアリールおよびビニル型ホウ素化合物と有機ハロゲン化物のクロスカップリング反応 有機合成化学協会誌 1988年 46巻 9号 p.848-860, doi:10.5059/yukigoseikyokaishi.46.848
- 鈴木章、宮浦憲夫、遷移金属触媒下における有機ホウ素化合物の反応 有機合成化学協会誌 1993年 51巻 11号 p.1043-1052, doi:10.5059/yukigoseikyokaishi.51.1043